# Augustyn Pelanowski
Augustyn Pelanowski, właśc. Wiesław Piotr Pelanowski (ur. 23 stycznia 1963 w Ostrowcu Świętokrzyskim) – były paulin, długoletni ojciec duchowny w Wyższym Seminarium Duchownym Zakonu Paulinów w Krakowie na Skałce, rekolekcjonista, kaznodzieja, spowiednik, autor książek, publicysta, artysta malarz.

## Działalność
Publikował swoje felietony, komentarze biblijne i artykuły w prasie katolickiej, m.in. w „Gościu Niedzielnym”, „Agendzie Liturgicznej Maryi Niepokalanej”, kwartalniku formacji kapłańskiej „Pastores”.
Stał się znany w środowiskach chrześcijańskich dzięki uczestniczeniu w nawróceniach znanych polskich muzyków rockowych, m.in. Tomasza Budzyńskiego (Armia, 2Tm2,3), Darka Malejonka (Armia, Houk, 2Tm2,3), Piotra „Stopy” Żyżelewicza (Armia, Voo-Voo) i Grzegorza „Dzikiego” Wacława, związanego z warszawskim środowiskiem anarchistycznym. Użyczył swojego głosu na pierwszej płycie zespołu 2Tm2,3 – Przyjdź, w piosence Getsemani. Wystąpił w filmie Programu Poświęconego Frondy Dzyń (1994) według scenariusza Tomasza Budzyńskiego i Andrzeja Wasilewskiego. Jego rysunki zostały wykorzystane w booklecie płyty Houk Generation X (1995).

## Kontrowersje
W styczniu 2020 zostało wydane oświadczenie zakonu paulinów, podpisane przez sekretarza generalnego o. Pawła Przygodzkiego, w którym poinformowano, że zakon odcina się od niektórych błędnych doktrynalnie wypowiedzi Pelanowskiego oraz nie akceptuje jego braku szacunku dla papieża Franciszka. W dokumencie znajduje się także informacja, że zakonnik swoje najnowsze publikacje wydaje bez zgody przełożonych oraz bezprawnie przebywa od lutego 2019 poza wspólnotą zakonną, czym łamie złożone śluby zakonne.
W styczniu 2020 r. został wydalony z Zakonu św. Pawła I Pustelnika dekretem Generała Zakonu potwierdzonym przez Kongregację ds. Instytutów Życia Konsekrowanego i Stowarzyszeń Życia Apostolskiego kilka miesięcy później.

## Dzieła
Książki:
- Siódmy rozdział. Modlitwa o uzdrowienie wewnętrzne (Księgarnia św. Jacka, Katowice 2001)[4]
- Bestie i prorok (Wydawnictwo paganini, Kraków 2003) – razem z Magdaleną Wielgołaską[5]
- Wolni od niemocy (POMOC Wydawnictwo Misjonarzy Krwi Chrystusa, Częstochowa 2004)[6]
- Umieranie ożywiające... – czyli poradnik dla tych, który umierać nie chcą, a umrzeć muszą (Oficyna Wydawnicza W MISJI, Wrocław 2005)
- Odejścia (Wydawnictwo paganini, Kraków 2008)[7]
- W poszukiwaniu Bożych przewodników. Zeszyty Formacji Duchowej – lato 44/2009 (Wydawnictwo SALWATOR, Kraków 2009)[8]
- Sen Józefa (Flos Carmeli Wydawnictwo Warszawskiej Prowincji Karmelitów Bosych, Poznań 2010)[9]
- Dom w Bogu. Medytacje na temat Księgi Tobiasza (Wydawnictwo paganini, Kraków 2012)[10]
- Zranione Światło. Komentarze do Ewangelii św. Jana (Wydawnictwo paganini, Kraków 2013)[11]
- Fale łaski. Komentarze do Ewangelii św. Łukasza (Wydawnictwo paganini, Kraków 2013)[12]
- Głębiny miłosierdzia. Komentarze do Ewangelii św. Marka (Wydawnictwo paganini, Kraków 2014)[13]
- Życie udane czy udawane (Wydawnictwo Fides, Kraków 2015)[14]
- To, co najważniejsze (Wydawnictwo paganini, Kraków 2016)[15]
- Nie ma już czasu! (Dom Wydawniczy Rafael, Kraków 2016)[16]
- Od Ducha do ucha. Zrób krok ku radości twej duszy (Wydawnictwo Fides, Kraków 2016)[17]
- Ostatnie rekolekcje (Wydawnictwo Fides, Kraków 2016)[18]
- Siódma pieczęć. Sens i siła modlitwy wstawienniczej (Edycja Świętego Pawła, Częstochowa 2016)[19]
- Ogień. Komentarze do Ewangelii św. Mateusza (Wydawnictwo paganini, Kraków 2016)[20]
- Dom Józefa (Wydawnictwo Zakonu Świętego Pawła Pierwszego Pustelnika „Paulinianum”, Częstochowa 2017)[21]
- 365 dni przetrwania (Wydawnictwo Fides, 2017)[22]
- Bez odwrotu. Komentarze do Ewangelii św. Mateusza. Część 2 (Wydawnictwo paganini, Kraków 2017)[23]
- Droga Krzyżowa. Rozważania (Wydawnictwo Zakonu Świętego Pawła Pierwszego Pustelnika „Paulinianum”, Częstochowa 2018)[24]
- Uszczęśliwić Boga (Wydawnictwo Fides, Kraków 2018)[25]
- Różaniec. Rozważania (Wydawnictwo Zakonu Świętego Pawła Pierwszego Pustelnika „Paulinianum”, Częstochowa 2018)[26]
- Testament duchowy. Gdy noc staje się jaśniejsza niż dzień (Wydawnictwo Fides, Kraków 2019)
- Przebudzenie małych Samuelów (Wydawnictwo paganini, Kraków 2019)[27]
- Ocalenie. Rozmowa z o. Augustynem Pelanowskim (Wydawnictwo paganini, Kraków 2019)[28]
- Od Maryi do Józefa (Wydawnictwo Sherith, Warszawa 2020)[29]
- Ocalenie. Część druga. Rozmowa z o. Augustynem Pelanowskim (Wydawnictwo Sherith, Warszawa 2020)[30]
- List Judasza nie Iszkarioty (Wydawnictwo paganini, Kraków 2020)[31]
- Rozważania, myśli, szkice z lat 2019–2021. Część pierwsza (Wydawnictwo paganini, Kraków 2021)[32]
- Rozważania, myśli, szkice z lat 2019–2021. Część druga (Wydawnictwo paganini, Kraków 2022)[33]
- Historia się powtarza (Wydawnictwo paganini, Kraków 2023)[34]

Audiobooki:
- W poszukiwaniu Bożych przewodników. Księga Sędziów (Wydawnictwo SALWATOR, Kraków 2010)[35]
- Oto Ja posyłam anioła przed tobą. Katechezy i homilie. Audioteka Paulińskich Dni Młodych nr 1 (Wydawnictwo Paganini, Kraków 2011)
- Dom Józefa. Audiobook (Wydawnictwo Zakonu Świętego Pawła Pierwszego Pustelnika „Paulinianum”, Częstochowa 2017)[36]